# Bright Osayi-Samuel
Bright Osayi-Samuel (Okija, 31 december 1997) is een Nigeriaans-Engels voetballer die sinds juli 2025 uitkomt voor Birmingham City.

## Clubcarrière
Bright Osayi-Samuel maakte zijn debuut in het betaald voetbal voor Blackpool FC op 7 maart 2015 in de wedstrijd tegen Sheffield Wednesday. Hij maakte zijn eerste goal voor die club op 10 december 2016 in een wedstrijd tegen Stevenage. Op 1 september 2017 maakte hij de overstap naar Queens Park Rangers, waar hij een contract voor drie seizoenen tekende. Voor deze club maakte Osayi-Samuel zijn debuut op 23 september 2017 in een wedstrijd tegen Burton Albion. Hij kwam als wissel in het veld voor Yeni N'Gbakoto. Op 28 april 2018 maakte hij zijn eerste goal voor QPR, in een met 3-1 gewonnen wedstrijd tegen Birmingham City. Hij maakte de openingstreffer van de wedstrijd op aangeven van Ilias Chair.
In januari 2021 bereikte Osayi-Samuel een overeenkomst met de Turkse club Fenerbahce SK om voor de club uit te komen na het aflopen van zijn contract op 31 juni 2021. Op 24 januari maakte QPR echter bekend dat de voetballer al per direct de overstap maakte naar Turkije.

## Clubstatistieken
| Seizoen | Club                | Land              | Competitie   | Competitie | Competitie | Beker | Beker | Internationaal | Internationaal | Totaal | Totaal |
| Seizoen | Club                | Land              | Competitie   | Wed.       | Dlp.       | Wed.  | Dlp.  | Wed.           | Dlp.           | Wed.   | Dlp.   |
| ------- | ------------------- | ----------------- | ------------ | ---------- | ---------- | ----- | ----- | -------------- | -------------- | ------ | ------ |
| 2014/15 | Blackpool           | Vlag van Engeland | Championship | 6          | 0          | 0     | 0     | —              | —              | 6      | 0      |
| 2015/16 | Blackpool           | Vlag van Engeland | League One   | 23         | 0          | 3     | 0     | —              | —              | 26     | 0      |
| 2016/17 | Blackpool           | Vlag van Engeland | League Two   | 33         | 4          | 9     | 1     | —              | —              | 42     | 5      |
| 2017/18 | Blackpool           | Vlag van Engeland | League One   | 4          | 0          | 1     | 0     | —              | —              | 5      | 0      |
| 2017/18 | Queens Park Rangers | Vlag van Engeland | Championship | 18         | 1          | 0     | 0     | —              | —              | 18     | 1      |
| 2018/19 | Queens Park Rangers | Vlag van Engeland | Championship | 27         | 2          | 7     | 1     | —              | —              | 34     | 3      |
| 2019/20 | Queens Park Rangers | Vlag van Engeland | Championship | 37         | 5          | 3     | 1     | —              | —              | 40     | 6      |
| 2020/21 | Queens Park Rangers | Vlag van Engeland | Championship | 21         | 3          | 2     | 0     | —              | —              | 23     | 3      |
| 2020/21 | Fenerbahçe          | Vlag van Turkije  | Süper Lig    | 18         | 1          | 1     | 0     | —              | —              | 19     | 1      |
| 2021/22 | Fenerbahçe          | Vlag van Turkije  | Süper Lig    | 31         | 1          | 2     | 1     | 10             | 0              | 43     | 2      |
| 2022/23 | Fenerbahçe          | Vlag van Turkije  | Süper Lig    | 23         | 0          | 4     | 0     | 11             | 0              | 38     | 0      |
| 2023/24 | Fenerbahçe          | Vlag van Turkije  | Süper Lig    | 23         | 4          | 1     | 0     | 15             | 0              | 39     | 4      |
| 2024/25 | Fenerbahçe          | Vlag van Turkije  | Süper Lig    | 16         | 0          | 2     | 0     | 11             | 0              | 29     | 0      |
| Totaal  | Totaal              | Totaal            | Totaal       | 280        | 21         | 35    | 4     | 47             | 0              | 362    | 25     |

Bijgewerkt tot en met 6 maart 2025.

## Persoonlijk
Osayi-Samuel werd geboren in Nigeria en op jonge leeftijd verhuisde zijn familie naar Spanje. Toen hij tien was migreerde de familie naar Engeland.